# Giorgio Pressburger
Giorgio Pressburger   (Budapest, 21 d'abril de 1937 - Trieste, 5 d'octubre de 2017) va ser un escriptor italià. A dinou anys fuig a Itàlia juntament amb el seu germà. S'estableix a Roma; amb una beca d'estudis es matricula a l'Acadèmia Nacional d'Art Dramàtic i s'hi gradua com a director teatral. Ingressa al centre experimental de Cinematografia. Després de diplomar-se, l'escriptor Andrea Camilleri l'ajuda a treballar als programes radiofònics dedicats a la cultura. Comença una llarga activitat de recerca sobre el so. A l'Estudi de Fonologia de Milà treballa amb els investigadors musicals més grans: Bruno Maderna i Luciano Berio.
Comença estudis de Biologia a la Universitat de Roma La Sapienza. Inicia l'activitat teatral a diversos teatres (de Nàpols, Bolonya, Roma i Trieste) en els quals representa, sobretot, obres de clàssics del segle xix i XX, mentre que pel que fa al teatre musical entra als programes de les entitats líriques més importants d'Itàlia i d'Europa, amb la posada en escena d'obres de compositors contemporanis (Gyorgy Lieti, Franco Donadoni, G. Manzoni). Per al teatre en prosa escriu diverses obres que es representen.
Treballa a la televisió italiana (RAI), per a la qual realitza pel·lícules i versions televisives d'autors com Strindberg, Georg Buchner i Pasolini. Filma diverses pel·lícules industrials.
A partir del 1986, publica 13 llibres de narrativa a les editorials Marietti, Rizzoli, Einaudi i Bompiani. Algun llibre seu ha estat traduït fins i tot en castellà (Ed. Destino.) Guanya molts premis literaris dels de més anomenada (Viareggio, Campiello, etc.). Els seus llibres han estat traduïts a 15 llengües.
Funda i dirigeix un festival de teatre, música, dansa, titelles i cinema als països de centreeuropa, dirigeix l'Institut Italià de Cultura de Budapest, és assessor de cultura de la ciutat de Spoleto.

## Filmografia
Llargmetratges
- Momento due, RAI (1977)
- Calderón (1981)
- Dietro il buio, Sine Sole Cinema (2011)

Curtmetratges
- Il Galata Morente (1988)
- Stamira (1990)
- Un giorno senza telefono, SIP (1993)
- Flusso di coscienza - Razzismo 1993 (1993)